# Hitomi Kobayashi
Hitomi Kobayashi (jap. 小林 ひとみ Kobayashi Hitomi; ur. 2 września 1963 w Tokio) – była japońska idolka AV grająca w filmach dla dorosłych i striptizerka, która zdominowała późne lata 80. i 90. XX wieku. Jest także wymieniana jako jedna z prekursorek japońskich filmów dla dorosłych oraz istotną częścią przemysłu AV. Zadebiutowała w 1986 roku pod pseudonimem Kaori Matsumoto (松本かおり). Jej bezprecedensowa popularność w połowie lat 80., u zarania japońskiej pornografii, przyniosła jej tytuł „Królowej AV”. Przypisuje się jej również ustanowienie filmów dla dorosłych jako gatunku subkulturowego.

## Życiorys
Po debiucie jako modelka gravure w fotoksiążkach i filmach wizerunkowych (obrazach wideo), weszła do branży filmów dla dorosłych w 1986 roku. Jej błyskawiczny wzrost popularności doprowadził Nikkatsu, ówczesnego przodującego japońskiego producenta pornografii softcore, do obsadzenia jej w filmie w 1987 roku.
Jej debiutancki film „小林ひとみ 禁じられた関係” sprzedał się w nakładzie 50 000 egzemplarzy, mimo że w tamtym czasie kosztował ponad 10 000 jenów za sztukę. Co więcej, poinformowano ją tylko, że jej debiutancki film dla dorosłych to „praca ze scenami miłosnymi”, z tego powodu spędziła cztery godziny dyskutując, czy w nim wystąpi, myśląc, że została oszukana.
2 września 1988 roku wyszła za mąż za Toshifumi Yuzawę, prezesa jej agencji i ogłosiła urlop. Wróciła w 1991 roku jako striptizerka występująca w całym kraju, zaczynając od Asakusy Rockzy. Sporadycznie występowała w filmach dla dorosłych, jednak w 1998 roku powróciła do nich na dobre. Jej wygląd nie zdradzał oznak starzenia się, jednak szybko zyskała popularność jako jukujo (dojrzała aktorka). W 2003 roku po wydaniu wysokobudżetowego, dwuczęściowego filmu dla dorosłych „小林ひとみ FINAL”, ogłosiła przejście na emeryturę w branży AV.
Przed przejściem na emeryturę w branży AV pracowała jako hostessa w klubie w Roppongi, a w 2009 roku otworzyła własny klub w Ginzie, który został zamknięty w 2016 roku, następnie skontaktował się z nią obecny właściciel klubu i zatrudnił jako Mama-san.
W lipcu 2010 roku rozwiodła się z mężem, z którym miała dwóch synów.

## Filmografia

### Filmy dla dorosłych
| #    | Data            | Tytuł                                                        | Kod wideo                     | Producent           | Uwagi                                                                        | Przy.                |
| 1986 |                 |                                                              |                               |                     |                                                                              |                      |
| 1    | 15 maja         | 小林ひとみ 禁じられた関係                                    | 2C-029 / FC2-PPV-1336052      | VIP                 | Debiut AV, film nie posiada dialogów                                         | [ 13 ] [ 14 ] [ 15 ] |
| 2    | 5 lipca         | 色情 小林ひとみ                                              | 2C-38 / CH-2                  | VIP                 |                                                                              | [ 16 ] [ 17 ] [ 18 ] |
| 3    | 5 sierpnia      | お口に誘って。 小林ひとみ                                    | P-27                          | Shintoho            |                                                                              | [ 19 ]               |
| 4    | 5 września      | 小林ひとみ 溺 愛（できあい）                                 | 2C-052                        | VIP                 |                                                                              | [ 20 ] [ 21 ]        |
| 5    | 10 października | 見られたいの 小林ひとみ                                      | SH-437 / 67sh00437            | 現映社              |                                                                              | [ 22 ] [ 23 ]        |
| 6    | 15 października | 天使の唇 小林ひとみ                                          | Y-01 / 186y00001              | Shintoho            |                                                                              | [ 24 ] [ 25 ]        |
| 7    | 15 października | ミルキーデビル 邪夢猫 小林ひとみ                             | KA-1070                       | Alice JAPAN         |                                                                              | [ 26 ] [ 27 ]        |
| 8    | 15 listopada    | 燃えつきるまで 小林ひとみ                                    | 2B-063                        | VIP                 |                                                                              | [ 28 ] [ 29 ]        |
| 9    | 15 listopada    | 夢で逢えたら アイドルクイーン 小林ひとみ                     |                               | SHOWA               |                                                                              | [ 30 ]               |
| 10   | 1 grudnia       | ミステリークィーン 恋の異星人 小林ひとみ                     |                               | シャリオ            |                                                                              | [ 31 ]               |
| 11   | 10 grudnia      | さよならの前に 小林ひとみ                                    | NP-001                        | ホップ              |                                                                              | [ 32 ] [ 33 ]        |
| 12   | 21 grudnia      | ひとみ先生のクライマックスは御一緒に 小林ひとみ              | Y-02 / 186y00002              | Shintoho            |                                                                              | [ 34 ] [ 35 ]        |
| 1987 |                 |                                                              |                               |                     |                                                                              |                      |
| 13   | 10 stycznia     | みだらな瞳 小林ひとみ                                        | PM-0014                       | フェニックス        |                                                                              | [ 36 ]               |
| 14   | 10 lutego       | 性獣トライアングル                                           | KA-1087 / 53ka01087           | Alice JAPAN         | W filmie wystąpiły również Rei Takasugi i Kumi Sawaguchi                     | [ 37 ] [ 38 ] [ 39 ] |
| 15   | 15 lutego       | 夢犯恋人 小林ひとみ                                          | JR-1                          | J.V.D.              |                                                                              | [ 40 ] [ 41 ]        |
| 16   | 15 lutego       | 小林ひとみ 悪女                                              | U01                           | Shintoho            |                                                                              | [ 42 ] [ 43 ]        |
| 17   | 1 marca         | 下半身の女 小林ひとみ                                        |                               |                     |                                                                              |                      |
| 18   | 10 marca        | セクシーバイオレンス 小林ひとみ                              | KA-1092 / KA-1002 / 53ka01092 | Alice JAPAN         |                                                                              | [ 44 ] [ 45 ] [ 46 ] |
| 19   | 25 kwietnia     | 小林ひとみ 魔性                                              | Q-33                          | Shintoho            |                                                                              | [ 47 ]               |
| 20   | 15 maja         | 小林ひとみ 桃色情交 ロックビートは危険なささやき             | X-09                          | SHOWA               |                                                                              | [ 48 ] [ 49 ]        |
| 21   | 1 czerwca       | 小林ひとみ 挑発 深くうめて2                                  |                               | Five Star           |                                                                              | [ 50 ]               |
| 22   | 11 lipca        | 小林ひとみ 熱狂 イン ロンドン (熱狂 小林ひとみ in LONDON)    | 3B-037                        | VIP                 |                                                                              | [ 51 ] [ 52 ]        |
| 23   | 27 sierpnia     | 小林ひとみ 失神 イン ロンドン2 (熱狂 小林ひとみ in LONDON 2) | 3B-046                        | VIP                 |                                                                              | [ 53 ] [ 54 ]        |
| 24   | 25 września     | ズームアップ・スペシャル                                     | KA-1126 / ka1126dod           | Alice JAPAN         | W filmie wystąpiła również Yūko Maehara                                      | [ 55 ] [ 56 ]        |
| 25   | 22 października | 小林ひとみ 喝采 イン ロンドン3 (喝采 小林ひとみ in LONDON 3) | 3B-056                        | VIP                 |                                                                              | [ 57 ]               |
| 26   | 15 listopada    | ザ・バイブル 小林ひとみ                                      | KA-1136                       | Alice JAPAN         |                                                                              | [ 58 ]               |
| 27   |                 | ミッドナイトコールに乱れて                                   | GP-014                        | Nikkatsu            | W filmie wystąpiła również Rei Takasugi                                      | [ 59 ] [ 60 ]        |
| 1988 |                 |                                                              |                               |                     |                                                                              |                      |
| 28   | 15 marca        | マン開！すけべ絵巻                                           | JR-100                        | JVD                 | W filmie wystąpiły również Yuka Tachihara, Chieko Yamagami i Emi Higashiyama | [ 61 ]               |
| 29   | 15 maja         | 性獣トライアングル2                                          | KA-1175                       | Alice JAPAN         | W filmie wystąpiły również Yōko Takagi i Maya Asabuki                        | [ 62 ]               |
| 1993 |                 |                                                              |                               |                     |                                                                              |                      |
| 30   | 21 lipca        | トパーズ 小林ひとみ                                          | KK-185 / 47vb00001            | KUKI                |                                                                              | [ 63 ] [ 64 ]        |
| 31   | 31 sierpnia     | ブラックパール 小林ひとみ                                    | 47vb00002                     | KUKI                | Film został wydany w 2 wersjach                                              | [ 65 ] [ 66 ]        |
| 32   | 15 października | もろなめ夫人 小林ひとみ                                      | KA-1595 / PDV-089             | Alice JAPAN         |                                                                              | [ 67 ] [ 68 ]        |
| 33   | 24 grudnia      | いもしゃぶり夫人 小林ひとみ                                  | KA-1617 / 53ka01617           | Alice JAPAN         |                                                                              | [ 69 ] [ 70 ]        |
| 1994 |                 |                                                              |                               |                     |                                                                              |                      |
| 34   | 17 stycznia     | AV10年史 1                                                   | VEL-011                       | VIP                 | Wydanie specjalne, w filmie wystąpiło 13 aktorek                             | [ 71 ] [ 72 ]        |
| 1998 |                 |                                                              |                               |                     |                                                                              |                      |
| 35   | 26 listopada    | 背徳の絆 小林ひとみ                                          | JF-511 / 47jf00511            | KUKI                |                                                                              | [ 73 ] [ 74 ]        |
| 1999 |                 |                                                              |                               |                     |                                                                              |                      |
| 36   | 23 marca        | 背徳の洗礼 小林ひとみ                                        | KT-360 / 47kt00360            | KUKI                |                                                                              | [ 75 ] [ 76 ]        |
| 37   | 3 kwietnia      | ボンデージの罠 DX                                            | DDD-089                       | AVJ                 | Wydanie specjalne, w filmie wystąpiło 12 aktorek                             | [ 77 ] [ 78 ]        |
| 38   | 28 czerwca      | マダムスロート 奥の淫 小林ひとみ                             | KT-380 / 47kt00380            | KUKI                |                                                                              | [ 79 ] [ 80 ]        |
| 39   | 25 września     | 極私性 小林ひとみ                                            | KT-397 / 47kt00397            | KUKI                |                                                                              | [ 81 ] [ 82 ]        |
| 40   | 20 grudnia      | 女教師姦粘膜 小林ひとみ                                      | KT-413 / 47kt00413            | KUKI                |                                                                              | [ 83 ] [ 84 ]        |
| 2000 |                 |                                                              |                               |                     |                                                                              |                      |
| 41   | 22 marca        | 刺激療法 女医 小林ひとみ                                     | KT-431 / 47kt00431            | KUKI                |                                                                              | [ 85 ] [ 86 ]        |
| 42   | 15 kwietnia     | ミセス弁護士 小林ひとみ 愛欲のせっ盗                         | UG-001                        | ケイネットワーク    |                                                                              | [ 87 ]               |
| 43   | 15 kwietnia     | ミセス弁護士 小林ひとみ 肉欲のローン地獄                     | UG-002                        | ケイネットワーク    |                                                                              | [ 88 ]               |
| 44   | 15 kwietnia     | ミセス弁護士 小林ひとみ 禁欲の医療ミス                       | UG-003                        | ケイネットワーク    |                                                                              | [ 89 ]               |
| 45   | 29 czerwca      | パーフェクト・スナイパー 小林ひとみ                          | KT-453 / 47kt00453            | KUKI                |                                                                              | [ 90 ] [ 91 ]        |
| 46   | 20 sierpnia     | 熟爛漫スペシャル 小林ひとみ                                  | JYUKU-010                     | SOD                 |                                                                              | [ 92 ]               |
| 47   | 25 października | 監禁 小林ひとみ                                              | OG-005 / 1SDDL-130            | SOD                 |                                                                              | [ 93 ] [ 94 ]        |
| 48   | 25 października | 義母ひとみ 小林ひとみ                                        | RGO-016                       | SOD                 |                                                                              | [ 95 ]               |
| 49   | 1 listopada     | Clubシャネル 前編 小林ひとみ                                 | MDI-010                       | MOODYZ              |                                                                              | [ 96 ]               |
| 50   | 1 grudnia       | Clubシャネル 後編 小林ひとみ                                 | MDI-015                       | MOODYZ              |                                                                              | [ 97 ] [ 98 ]        |
| 2001 |                 |                                                              |                               |                     |                                                                              |                      |
| 51   | 28 lutego       | 禁断喪服妻 妻、母を捨てた女の情事 小林ひとみ                 | KHS-01                        | マジカルバナナ      |                                                                              | [ 99 ] [ 100 ]       |
| 52   | 16 marca        | 極妻レズ イヴの快感                                          | KR-9144                       | Alice JAPAN         | W filmie wystąpiła również Kyōko Aizome                                      | [ 101 ]              |
| 53   | 13 kwietnia     | レズビアン女汁                                               | KR-9146                       | Alice JAPAN         | W filmie wystąpiła również Hitomi Shimizu                                    | [ 102 ]              |
| 54   | 1 czerwca       | TABOO 近親相姦 壊れていく女                                  | MDQ-011                       | MOODYZ              | W filmie wystąpiła również Yuna Miyazawa, wydanie zawiera 2 kasety VHS       | [ 103 ]              |
| 55   | 18 czerwca      | 巨乳喪服妻9 小林ひとみ                                       | AJV81-40                      | Kasakura Publishing |                                                                              | [ 104 ]              |
| 56   | 31 lipca        | 女教師歔く 小林ひとみ                                        | XS-2234 / xs02234ai           | マクスエー          |                                                                              | [ 105 ] [ 106 ]      |
| 57   | 13 sierpnia     | 義母・レズ第一章                                             | AJV81-53                      | Kasakura Publishing | W filmie wystąpiła również Mari Kojima                                       | [ 107 ]              |
| 58   | 14 września     | ロマン・サクセス                                             |                               | Kasakura Publishing |                                                                              | [ 108 ]              |
| 59   | 20 września     | 熟爛漫 淫欲の果て～シリーズ第4巻                             | SDDL-059                      | SOD                 | W filmie wystąpiła również Yū Tachibana                                      | [ 109 ]              |
| 2002 |                 |                                                              |                               |                     |                                                                              |                      |
| 60   | 21 kwietnia     | 女医 冴島奈緒                                                | VO-221                        | V&R Planning        | W filmie wystąpiły również Nao Saejima, Mariko Kawana                        | [ 110 ]              |
| 61   | 14 czerwca      | 奴隷秘書37 小林ひとみ                                        | VS-680 / 51vs00680            | CineMagic           |                                                                              | [ 111 ] [ 112 ]      |
| 62   |                 | 憧れの温泉おかみさん 小林ひとみ                              |                               | Kasakura Publishing |                                                                              |                      |
| 2003 |                 |                                                              |                               |                     |                                                                              |                      |
| 63   | 14 lutego       | 爆乳ナース＆女医 Deluxe                                      | DAJ-006 / 62daj00006          | Five Star           | Wydanie specjalne, w filmie wystąpiło 17 aktorek                             | [ 113 ] [ 114 ]      |
| 64   | 19 grudnia      | 小林ひとみFINAL 上巻                                         | VIP-D224                      | VIP                 |                                                                              | [ 115 ] [ 116 ]      |
| 65   | 19 grudnia      | 小林ひとみFINAL 下巻                                         | VIP-D225                      | VIP                 |                                                                              | [ 117 ] [ 118 ]      |

### Inne
| #                     | Data         | Tytuł                                  | Kod wideo  | Producent      | Uwagi       | Przy.   |
| Jako Kaori Matsumoto  |              |                                        |            |                |             |         |
| 1986                  |              |                                        |            |                |             |         |
| 1                     | 1 maja       | ときめき・かおり19歳 GIRL FRIEND VOL.1 | GF-001     | ダックス       | Obraz wideo | [ 119 ] |
| Jako Hitomi Kobayashi |              |                                        |            |                |             |         |
| 2005                  |              |                                        |            |                |             |         |
| 2                     | 22 kwietnia  | 永久に…永遠に…                         | SCS-04     | E-Net Frontier | Obraz wideo | [ 120 ] |
| 2006                  |              |                                        |            |                |             |         |
| 3                     | 24 marca     | 生贄夫人                               | BKDV-00166 | Bunkasha       | Obraz wideo | [ 121 ] |
| 2007                  |              |                                        |            |                |             |         |
| 4                     | 23 marca     | 美熟                                   | TSDV-41116 | Takeshobō      | Obraz wideo | [ 122 ] |
| 2008                  |              |                                        |            |                |             |         |
| 5                     | 28 listopada | again                                  | GGGG-011   | Garo Impact    | Obraz wideo | [ 123 ] |
| 6                     | 26 grudnia   | Reunion vol,1 再会                     | GPPP-010   | Garo Impact    | Obraz wideo | [ 124 ] |

### Dramy
| Rok  | Tytuł                                                                                 | Rola            | Stacja telewizyjna | Uwagi            |
| ---- | ------------------------------------------------------------------------------------- | --------------- | ------------------ | ---------------- |
| 1987 | OL san'nintabi Hokkaidō rotenburo renzoku satsujin (OL 三人旅 北海道露天風呂連続殺人) | Junko Okuno     | Fuji TV            |                  |
| 1988 | Kisetsu hazure no Kaigan Monogatari (季節はずれの海岸物語)                            | Hiromi          | Fuji TV            |                  |
| 2005 | Tokumei Kakarichō Tadano Hitoshi (特命係長 只野仁)                                    | Ikuyo Yamagishi | TV Asahi           | Sezon 2, odc. 17 |

### Filmy
| Rok  | Tytuł                                                                                      | Rola             | Uwagi                                        |
| ---- | ------------------------------------------------------------------------------------------ | ---------------- | -------------------------------------------- |
| 1986 | Binzume jigoku (瓶詰め地獄)                                                                | Ayako            | Film erotyczny                               |
| 1987 | Hitomi Kobayashi's Secret Pleasure (奥戯快感 艶)                                           |                  | Film erotyczny                               |
| 1987 | Hard Petting (ハード・ペッティング)                                                        | Emi              | Film erotyczny                               |
| 1987 | Sure Death 4: Revenge (必殺4 恨みはらします)                                               | Okiku            | Jidai-geki                                   |
| 1987 | Kobayashi Hitomi vs Takasugi Rei: Daburupettingu (小林ひとみVS高杉レイ ダブルペッティング) |                  | Film erotyczny                               |
| 1987 | Kobayashi Hitomi no honshō (小林ひとみの本性)                                              |                  | Film erotyczny                               |
| 1987 | Guys Who Never Learn (塀の中のプレイボール)                                                | Mayuko Miyahara  | Komediodramat                                |
| 1987 | Hitomi Kobayashi's Young Girl's Story (小林ひとみの令嬢物語)                               | Natsuki          | Film erotyczny                               |
| 1988 | Kobayashi Hitomi no jūai (小林ひとみの獣愛)                                                |                  | Film erotyczny                               |
| 1988 | Diabelska pułapka (死霊の罠)                                                               | Rei Sugiura      | J-Horror                                     |
| 1990 | Kanojo 2 Kanojo No jijyou (彼女2 Kanojo No jijyou)                                         |                  | Romans                                       |
| 1990 | Ra varusu (ラ・ヴァルス)                                                                   |                  | Film erotyczny                               |
| 1994 | Dan Oniroku: Yūgao fujin (団鬼六 夕顔夫人 淫舞地獄)                                        | Yumeji Shimabara | Film erotyczny, bezpośrednio wydany na wideo |
| 1996 | Kobayashi Hitomi: Otoko-gurui yūkan madam (小林ひとみ 男狂い有閑マダム)                    |                  | Film erotyczny                               |
| 1997 | Mozaiku kuzushi (モザイク崩し)                                                             |                  | Film erotyczny, bezpośrednio wydany na wideo |
| 1997 | Bijin kachō ni jū hachi-sai 2 (美人課長二十八歳2)                                          |                  | Film erotyczny, bezpośrednio wydany na wideo |
| 1997 | Kobayashi Hitomi Kairaku Jukujo Torokeru (小林ひとみ 快楽熟女とろける)                     |                  | Film erotyczny                               |
| 1997 | Mesukōsei monogatari midarana kajitsu (女子高生物語 淫らな果実)                            |                  | Film erotyczny                               |
| 2001 | Mitsu haji haha (蜜恥母)                                                                   | Yukiko           | Film erotyczny, bezpośrednio wydany na wideo |
| 2001 | Inran jukujo (淫乱熟女)                                                                    |                  | Film erotyczny, bezpośrednio wydany na wideo |
| 2001 | Aizome Kyōko vs. Kobayashi Hitomi hatsujō kurabe (愛染恭子VS小林ひとみ 発情くらべ)         |                  | Film erotyczny                               |
| 2002 | Kobayashi Hitomi: Dakitai onna, dakaretai onna (小林ひとみ 抱きたい女、抱かれたい女)       |                  | Film erotyczny                               |
| 2006 | Dan kiroku gensō fujin (団鬼六 幻想夫人)                                                   |                  | Film erotyczny                               |

## Dyskografia

### Singel
| # | Data wydania    | Tytuł                              | Wydawnictwo | Uwagi                            | Przy.   |
| - | --------------- | ---------------------------------- | ----------- | -------------------------------- | ------- |
| 1 | 16 grudnia 1987 | ピンクのカーテン (Pink no Curtain) | Victor      | Numer katalogowy: Victor–SV-9305 | [ 125 ] |